# Massimo Gobbi
Massimo Gobbi (* 31. Oktober 1980 in Mailand) ist ein italienischer ehemaliger Fußballspieler.

## Karriere

### Verein
Der Linksfüßer Gobbi begann seine Karriere bei der AC Pro Sesto. Nach einer Spielzeit schaffte er den Sprung in den Kader der Serie-B-Mannschaft FBC Treviso. Da er sich aber in Treviso nicht durchzusetzen vermochte, wurde er für eine Saison an den Serie-C2-Verein SSC Giugliano und dann für eine Spielzeit an den Serie-C1-Verein UC AlbinoLeffe ausgeliehen. Zur Saison 2003/04 kehrte Gobbi wieder zum FBC Treviso zurück, bei dem er sich einen Stammplatz erspielte. Er wechselte 2004 zu Cagliari Calcio. Hier gehörte er auf Anhieb zur Stammformation. Zur Saison 2006/07 wechselte er zur AC Florenz. Im Sommer 2010 wurde sein auslaufender Vertrag nicht verlängert. Im August 2010 schloss sich der Mittelfeldakteur dem FC Parma an. Obwohl Gobbis Hauptposition eigentlich im zentralen Mittelfeld zuzuordnen ist, spielte er in seiner ersten Saison bei Parma auf der linken Abwehrseite und konnte sich auf dieser Position behaupten.
Nachdem Parma 2015 bankrottging, wechselte er am 30. Juni 2015 zu Chievo Verona, wo er sich schnell auf der linken Abwehrseite durchsetzen konnte. 2018 kehrte er zum Verein aus Parma zurück, der seit 2015 Parma Calcio heißt und spielte noch eine letzte Saison.

### Nationalmannschaft
Am 16. August 2006 gab Gobbi unter Nationaltrainer Roberto Donadoni gegen Kroatien sein Debüt in der italienischen Nationalmannschaft. Es blieb sein bisher einziges Länderspiel.